# Marcação CE

Marcação CE.

Marcação CE é um indicativo de conformidade obrigatória para diversos produtos comercializados no Espaço Econômico Europeu. Esta marca indica que um produto atende a legislação da União Europeia em requisitos como segurança, higiene e proteção ambiental estando, desta forma, credenciado a circular por todo Espaço Económico Europeu.

## Utilização
A marcação CE é colocada pelo próprio fabricante em seus produtos. Ao fazer isto, o fabricante assume integralmente toda a responsabilidade pela conformidade do produto em cumprir as diretivas legais vigentes na Europa.
Nem todos os produtos, porém, estão obrigados a ostentar a marcação, mas apenas aqueles sujeitos a determinadas regulamentações, como brinquedos, equipamentos elétricos ou de uso médico, dentre outros.

## China Export (CE)
Um logotipo muito semelhante à marcação CE foi alegado para representar a China Export.
No regulamento da UE referente à marcação CE diz no artigo 30 ponto 5 : "É proibido apor num produto marcações, sinais e inscrições susceptíveis de induzir terceiros em erro quanto ao significado ou ao grafismo, ou a ambos, da marcação CE".Legislação UE